# Dorfkirche Ellenberg

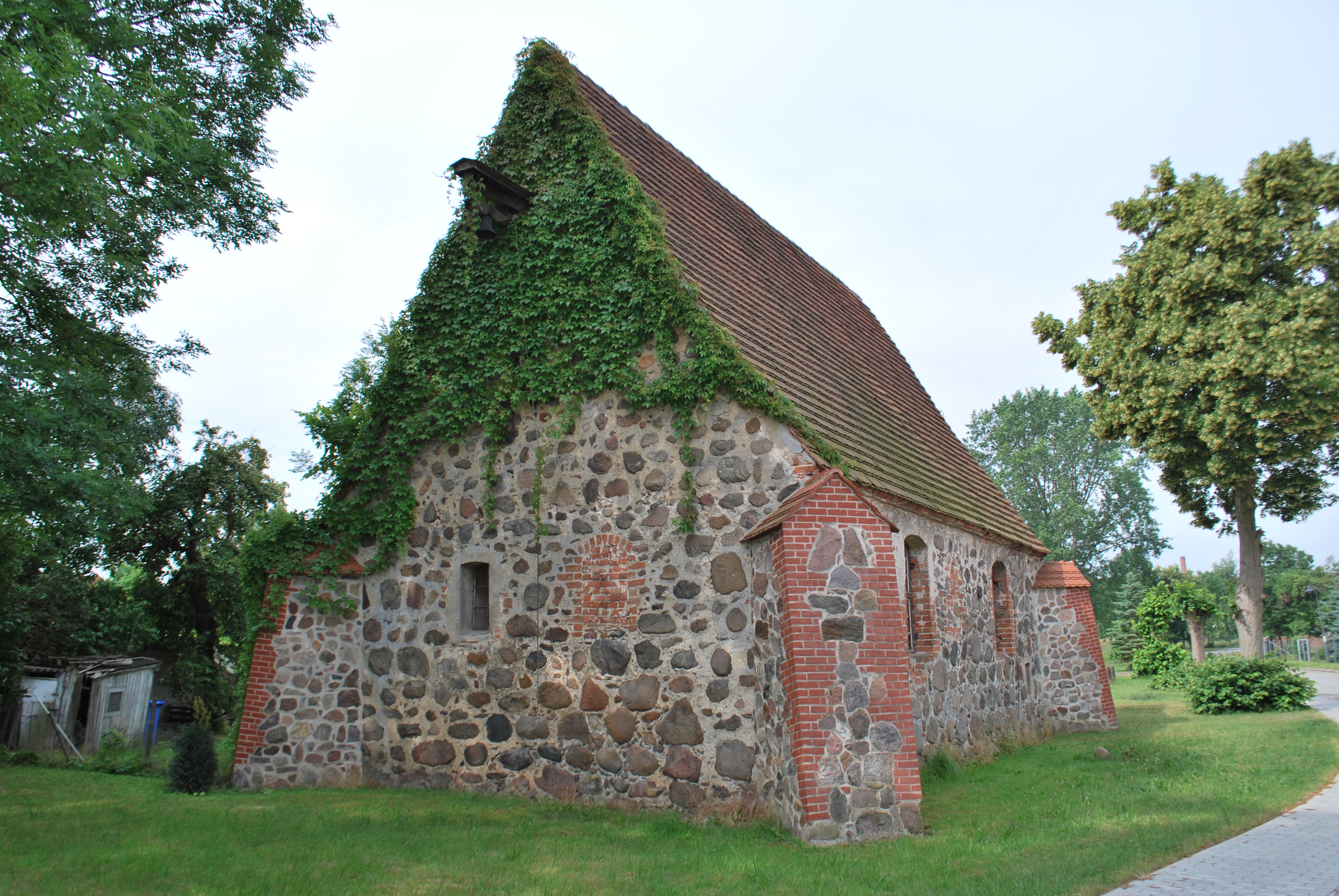
Dorfkirche Ellenberg

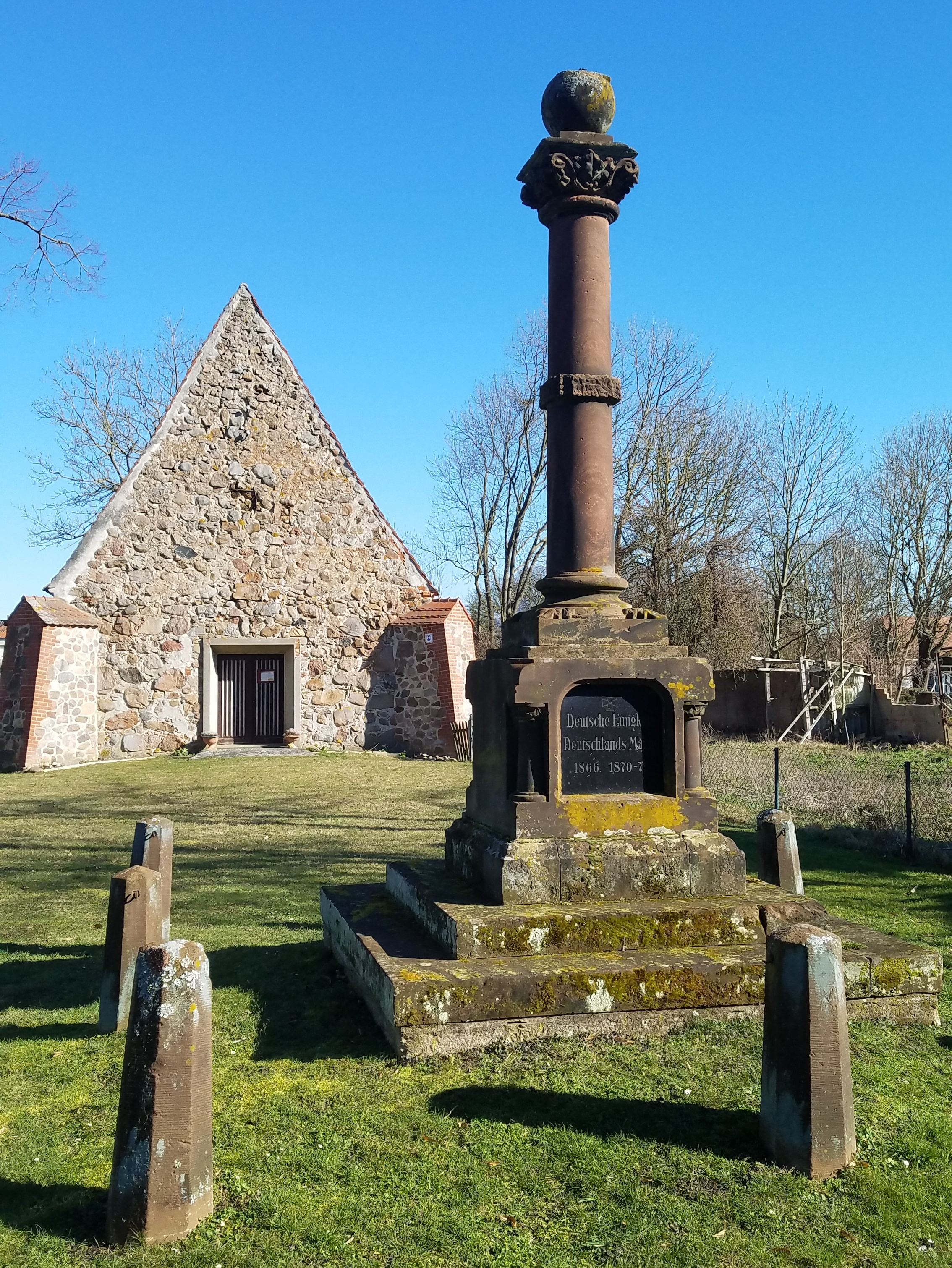
Westansicht mit Kriegerdenkmal 1871

Die evangelische Dorfkirche Ellenberg ist eine vermutlich spätgotische Saalkirche im Ortsteil Ellenberg von Wallstawe im Altmarkkreis Salzwedel in Sachsen-Anhalt. Sie gehört zum Pfarrbereich Diesdorf im Kirchenkreis Salzwedel der Evangelischen Kirche in Mitteldeutschland.

## Geschichte und Architektur
Die heutige Kirche von Ellenberg ist der wohl spätgotische Nachfolgebau einer im Jahr 1291 vom Stift Diesdorf erworbenen Kapelle. Das Bauwerk ist ein kleiner Rechtecksaal aus unregelmäßigem Feldsteinmauerwerk mit steilem Satteldach. An der Ostseite waren ursprünglich zwei Stichbogenfenster mit Backsteinlaibungen eingelassen, von denen eines vermauert ist. Auch an der Nordseite ist ebenfalls ein vermauertes Fenster noch erkennbar. Die beiden großen Fenster auf dieser Seite entstanden wohl in der Barockzeit; außerdem gibt es eine kleine rechteckige Öffnung im westlichen Bereich. Die Südseite weist Fenster ebenfalls in dieser Form auf, außerdem sind die westlichen Gewände eines vermauerten Portals erkennbar. Im Jahr 1551 war die Kapelle in Ellenberg eine Filialkirche der Andreaskirche Dähre und besaß einen Kelch. Die Dorfkirche Ellenberg steht offenbar am Mittelpunkt des ehemaligen Angers.
Das Bauwerk besteht aus kleinteiligem, unregelmäßigem Feldsteinmauerwerk und ist an allen vier Ecken durch Stützpfeiler in Feldstein abgestützt. Der Innenraum ist flach gedeckt. An der Ostwand ist ein verblichenes rötliches Weihekreuz erkennbar, weitere Weihekreuze befinden sich am Westende der Südseite und den Ecken der Westwand. Insgesamt weist das Bauwerk ein spätmittelalterliches Gepräge auf und ist vermutlich um 1500 entstanden; das Mauerwerk und der Grundriss lassen eine Entstehungszeit vom 14. bis 16. Jahrhundert als möglich erscheinen.

## Ausstattung
Mittelalterliche Ausstattungsstücke sind nicht erhalten, der Grundriss lässt nur Gestühl und zwei Altarunterbauten erkennen.